# Salomé Limón
Salomé Limón es una productora, compositora, ingeniera y diseñadora de sonido española. Es ganadora de 5 Latin Grammy. Funda y preside la Asociación Iberoamericana de Mujeres Productoras e Ingenieras de Audio. Entre sus especialidades está la música flamenca.

## Trayectoria
De pequeña estudió solfeo. Más tarde estudió magisterio musical en la Universidad Complutense de Madrid (1997-2000) y su siguiente paso en formación fue Operadora Técnica de Sonido en la Escuela Superior de Imagen y Sonido CES (2001-2003) y en el Colegio Berklee de Música.  Desde 2004 es productora, ingeniera de sonido. Hermana de Javier Limón empezó a trabajar con él en el estudio Casa Limón primero de ayudante, posteriormente tras un periodo en Berlín, de ingeniera, y más tarde a producir y a componer sus propios temas.
Su primer proyecto fue con el álbum de Andrés Calamaro "El Cantante". Posteriormente trabajó con Paco de Lucía, Anoushka Shankar, Chick Corea, John Legend, Vampire Weekend, Enrique y Estrella Morente, También en Homenaje a Lorca de Emilio Aragón, que ha grabado junto a Alba Molina y La Mala Rodríguez o La Mari de Chambao.
Ha ganado cinco Latin Grammys con Pepe de Lucía, o en 2017 con Spain Forever de Michel Camilo y Tomatito y nominada como mejor ingeniera de sonido 5 años consecutivos por la Academia de los Latin Grammy.
Su carrera en la industria del cine se remonta a 2006 cuando grabó la música para la película Bienvenido a Casa de David Trueba. También ha trabajado como técnica de grabación en Bajo las Estrellas (2007). Más recientemente, ha sido editora supervisora de sonido en Ismael (2013) y Casi 40 (2018).
En 2015 grabó, mezcló y produjo “De Mujer a Mujer”, un proyecto musical mundial con 14 cantantes españolas de primer nivel, en colaboración con la Fundación Vicent Ferrer.
En 2016, “Spain Forever”, un álbum de Michel Camilo y Tomatito producido por Salomé Limón, ganó el Grammy Latino a Mejor Álbum Instrumental. También produjo, grabó y mezcló el cuarto disco de María Toledo, “Magnético”, y fue nominada a otro Grammy Latino, a Mejor Ingeniería de Sonido y Mejor Álbum de Flamenco.
En 2017 sigue colaborando con Michel Camilo en la mezcla del disco grabado en directo en Londres “Live in London”. Graba y mezcla un homenaje a Paquito de Rivera de la mano de Hernán Milla y Carlos Cano “Por la Rivera de Paquito” 
En 2019 sigue dando clases en Berklee College of Music y el Instituto RTVE. Hace el diseño sonoro y las mezclas de documentales como “Salir de casa” y “Si me borrara el viento lo que yo canto” de David Trueba o “All I need is a ball” de Elena Molina. Y graba las voces de los nuevos temas de La Mala Rodríguez.
En 2020 graba y mezcla el disco de María Ruíz “El vuelo” y hace el diseño sonoro y las mezclas del documental “Faith” de Carolina Reynoso.
En 2021 participa en la producción del disco Sandra Carrasco "Sigue luchando como una reina". Hace el diseño sonoro y las mezclas de documentales como 20 años ACCEDER, graba y mezcla el nuevo disco en solitario de Emilio Aragón “BLU” y participa en el programa de Movistar TV “B.S.O. con Emilio Aragón”.
En 2022 diseña y mezcla la película de David Trueba El hombre bueno, coproduce junto a su marido Guillermo García-Ramos un corto y sigue componiendo sus temas, además de grabar y mezclar con artistas consagrados como Emilio Aragón o artistas emergentes como Tessa White.
En 2023 la revista Forbes la incluyó en su lista de los 100 españoles más creativos en el mundo de los negocios.